# Transcraniële magnetische stimulatie
Transcraniële magnetische stimulatie (TMS) is een neurofysiologische techniek die berust op de wetten van elektromagnetische inductie. Door middel van een korte magneetpuls wordt een stroom opgewekt in het brein, waardoor hersengebieden kunnen worden gestimuleerd.
Bij TMS stroomt een sterke elektrische stroom (tot wel 10 kA) door een spoel van koperdraad die boven het hoofd van de proefpersoon (of patiënt) wordt gehouden. Deze stroom genereert een magneetveld dat gemakkelijk door de schedel van de proefpersoon gaat. Dit korte magneetveld induceert een stroom in het brein waardoor vervolgens neuronen worden geactiveerd. Deze neuronale activatie kan gebruikt worden om functies (bijvoorbeeld geleidingssnelheid of prikkelbaarheid) te meten of om hersenactiviteit tijdelijk te verstoren. Hoewel in principe ieder hersengebied dat net onder de schedel ligt door TMS kan worden beïnvloed, zorgt alleen stimulatie van de motore schors voor een reactie die direct zichtbaar is, in de vorm van korte spierschokjes. Een dergelijke spierschok heet (in het Engels) ook wel "motor-evoked potential" (MEP).

## Repetitieve TMS (rTMS)
Wanneer meerdere TMS-pulsen kort na elkaar worden gegeven, heet dit "repetitieve TMS" of rTMS.
De bekendste toepassing van rTMS is de behandeling van depressie. De werkzaamheid is door zoveel verschillende onderzoeken bevestigd dat de FDA dit gebruik in 2008 heeft goedgekeurd als veilig en effectief.
In 2018 oordeelde het Kenniscentrum GGZ van Zorgverzekeraars Nederland dat rTMS voor de behandeling van depressie voldoet aan stand van de wetenschap en praktijk. De meest zorgverzekeraars vergoeden een rTMS behandeling als er sprake is van een therapieresistente depressie. 
TMS wordt ook tegen betaling aangeboden aan patiënten met de ziekte van Parkinson. Er was echter nog niet heel veel goed bewijs voor de werkzaamheid. Het betreft een experimentele behandeling, die echter door sommigen wordt aangeraden alsof het een effectieve techniek is. Sinds 2010 is er steeds meer bewijs dat rTMS wel degelijk de symptomen van de ziekte van Parkinson kan verlichten.

## Bijwerkingen
TMS en rTMS kan soms bijwerkingen hebben, zoals een lichte hoofdpijn en irritatie van de hoofdhuid. Ook bestaat er een (zij het gering) risico van het uitlokken van een epileptisch insult. Dit risico bestaat vooral bij rTMS pulsen van hoge intensiteit, en bij mensen die lijden aan epilepsie, of bepaalde medicatie gebruiken.